# Marigny-Chemereau
Marigny-Chemereau es una población y comuna francesa, situada en la región de Poitou-Charentes, departamento de Vienne, en el distrito de Poitiers y cantón de Vivonne.

## Demografía
| 348 | 306 | 300 | 310 | 358 | 417 |
| Para los censos de 1962 a 1999 la población legal corresponde a la población sin duplicidades (Fuente: INSEE [Consultar]) |     |     |     |     |     |